# 社寮岡
社寮岡，原寫為社藔崗，今簡稱為社寮，是臺灣苗栗縣苗栗市的一個傳統地域名稱，位於該市中部。相較於今日行政區，其範圍大致包括北苗里與上苗里。
昔日社寮岡庄主聚落與其南邊的苗栗街聚落有明顯的區隔，由於鐵路苗栗車站建於此地，再加上都市化發展影響，今日兩者已完全連結。

## 歷史
台灣清治末期至日治初期，社寮岡地區為一街庄，稱為「社藔崗庄」，隸屬於苗栗一堡。該庄北與田藔庄為鄰，東與芒埔庄為鄰，南邊為苗栗街，西邊為西山庄。
1901年（日治明治三十四年）11月，全台廢縣廳改設二十廳，該庄隸屬於苗栗廳。1909年（明治四十二年）10月，合併二十廳為十二廳，該庄改隸屬於新竹廳。1920年（大正九年），廢十二廳改設五州二廳，該庄改制並雅化為「社寮岡」大字，隸屬於新竹州苗栗郡苗栗街。
戰後苗栗街改制為苗栗鎮，隸屬於新竹縣，大字亦改制為里。1950年桃、竹、苗分治，苗栗鎮改隸屬於苗栗縣。1981年12月，苗栗鎮因屬縣政府所在地升格為苗栗市。

## 交通
台鐵山線大致以北北西—南南東走向經過社寮岡地區中部，設有苗栗車站，屬一等站，停靠普悠瑪號、自強號部分班次及莒光號、區間車全部班次。
省道台13線是香山內湖至豐原的幹道，其中尖山至豐原路段俗稱「尖豐公路」，大致以橫向經過本地區北部，向東轉北可前往造橋、竹南後於香山內湖止於省道台1線路口，向西轉南繞過苗栗市區可前往銅鑼、三義、豐原等地。

## 廟宇
- 苗栗義民廟

## 學校
- 建功國小（部分）
- 文華國小（部分）